# Sainte-Gemme (Indre)
Sainte-Gemme és un municipi francès, situat al departament de l'Indre i a la regió de Centre – Vall del Loira. L'any 2007 tenia 265 habitants.

## Demografia

### Població
El 2007 la població de fet de Sainte-Gemme era de 265 persones. Hi havia 120 famílies, de les quals 48 eren unipersonals (24 homes vivint sols i 24 dones vivint soles), 40 parelles sense fills, 24 parelles amb fills i 8 famílies monoparentals amb fills.
La població ha evolucionat segons el següent gràfic:
Habitants censats

### Habitatges
El 2007 hi havia 195 habitatges, 125 eren l'habitatge principal de la família, 50 eren segones residències i 20 estaven desocupats. Tots els 194 habitatges eren cases. Dels 125 habitatges principals, 99 estaven ocupats pels seus propietaris, 18 estaven llogats i ocupats pels llogaters i 8 estaven cedits a títol gratuït; 1 tenia una cambra, 16 en tenien dues, 30 en tenien tres, 29 en tenien quatre i 49 en tenien cinc o més. 113 habitatges disposaven pel capbaix d'una plaça de pàrquing. A 59 habitatges hi havia un automòbil i a 56 n'hi havia dos o més.

### Piràmide de població
La piràmide de població per edats i sexe el 2009 era:
| Homes | Edats   | Dones |
| ----- | ------- | ----- |
| 0     | 95 o +  | 0     |
| 0     | 90 a 94 | 4     |
| 0     | 85 a 89 | 8     |
| 0     | 80 a 84 | 8     |
| 0     | 75 a 79 | 0     |
| 12    | 70 a 74 | 12    |
| 8     | 65 a 69 | 4     |
| 32    | 60 a 64 | 12    |
| 8     | 55 a 59 | 16    |
| 4     | 50 a 54 | 8     |
| 8     | 45 a 49 | 12    |
| 12    | 40 a 44 | 0     |
| 8     | 35 a 39 | 4     |
| 12    | 30 a 34 | 12    |
| 4     | 25 a 29 | 8     |
| 8     | 20 a 24 | 12    |
| 8     | 15 a 19 | 4     |
| 4     | 10 a 14 | 0     |
| 8     | 5 a 9   | 4     |
| 8     | 0 a 4   | 4     |

## Economia
El 2007 la població en edat de treballar era de 159 persones, 114 eren actives i 45 eren inactives. De les 114 persones actives 105 estaven ocupades (60 homes i 45 dones) i 9 estaven aturades (6 homes i 3 dones). De les 45 persones inactives 22 estaven jubilades, 10 estaven estudiant i 13 estaven classificades com a «altres inactius».

### Ingressos
El 2009 a Sainte-Gemme hi havia 127 unitats fiscals que integraven 272 persones, la mediana anual d'ingressos fiscals per persona era de 16.405 €.

### Activitats econòmiques
Dels 12 establiments que hi havia el 2007, 1 era d'una empresa de fabricació de material elèctric, 2 d'empreses de comerç i reparació d'automòbils, 1 d'una empresa d'hostatgeria i restauració, 1 d'una empresa d'informació i comunicació, 2 d'empreses immobiliàries, 2 d'empreses de serveis i 3 d'empreses classificades com a «altres activitats de serveis».
Dels 2 establiments de servei als particulars que hi havia el 2009, 1 era una perruqueria i 1 restaurant.
L'únic establiment comercial que hi havia el 2009 era una botiga d'equipament de la llar.
L'any 2000 a Sainte-Gemme hi havia 14 explotacions agrícoles que ocupaven un total de 976 hectàrees.

## Poblacions més properes
El següent diagrama mostra les poblacions més properes.